# Glen Rose
Glen Rose är en stad i den amerikanska delstaten Texas 100 km sydväst från Dallas med en yta av 7,1 km² och en folkmängd som uppgår till 2 122 invånare (2000). Glen Rose är administrativ huvudort i Somervell County.